# Sarah's Cottage (Man)

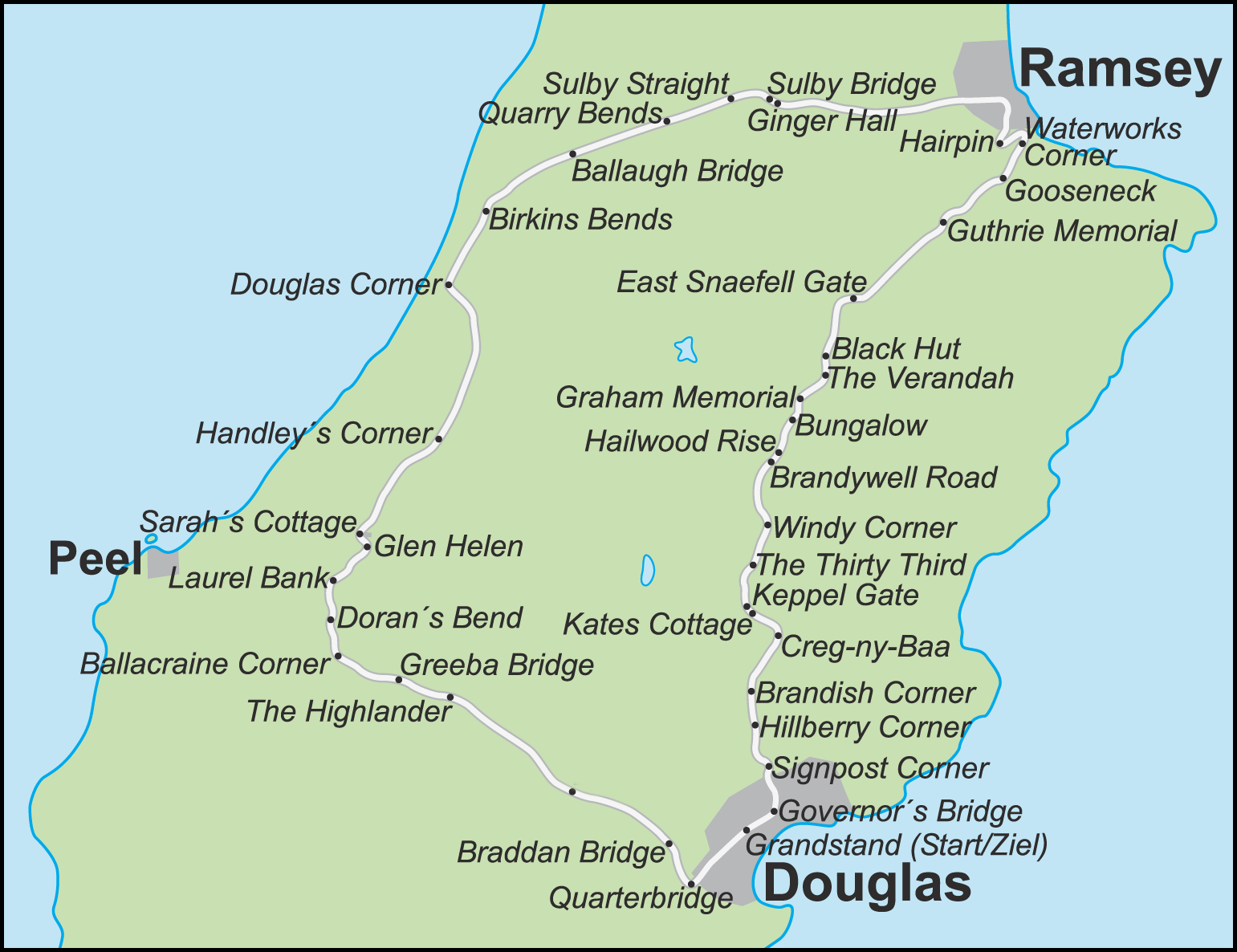
Sarah's Cottage ligt langs het westelijk deel van het circuit tussen Glen Helen en Creg Willey's Hill

Sarah's Cottage (Manx: Vaish of Ballavaish of "Creg Willey's Corner") is een markant punt op het eiland Man. Het ligt op Creg Willey's Hill en Ballavaish langs de A3 van Castletown naar Ramsey in de parochie German.

## Naamgeving
Sarah's Cottage dankt zijn naam aan een klein stenen huisje dat rond 1900 werd bewoond door Sarah Corlett uit Cronk Dhoo. Dat lag langs The Long Round, een route tussen Castletown en Ramsey die koetsen en Charabancs gebruikten. Bij Sarah Corlett kon men tijdens de tocht iets eten en drinken. Tot Sarah's klantenkring hoorden ook de kinderen van de omliggende boerderijen die onderweg naar de laatste school die nog Manx-Gaelisch onderwees (de Cronk-y-Voddy School) snoep bij haar kochten en haar de bijnaam Sarah Vilyn (Snoep-Sarah) gaven. Volgens kanunnik, lokaal historicus en race-enthousiast Ernest Stenning (1885-1964) was Sarah's Cottage een "moderne" naam, die voor de Tweede Wereldoorlog nog niet werd gebruikt. In 1948 beschreef Geoff Davison het in zijn "Story of the Manx" nog als "Creg Willey's Corner", maar in 1952 sprak Stanley Woods over "Sarah's Cottage". 
De cottage is bekend als kortweg Sarah's bij motorrijders die tijdens races de tuin als uitzichtspunt gebruiken. Tot 1975 stond het huis leeg, maar toen werd het gerenoveerd door James Henry Shuttleworth (Lord van Abergwili) en zijn vrouw Betty, Lady van Abergwili. Zij openden ook weer een restaurant met logies en ontbijt. In 2013 woonde James H. Shuttleworth er nog, maar zijn vrouw Betty overleed in 1988. 

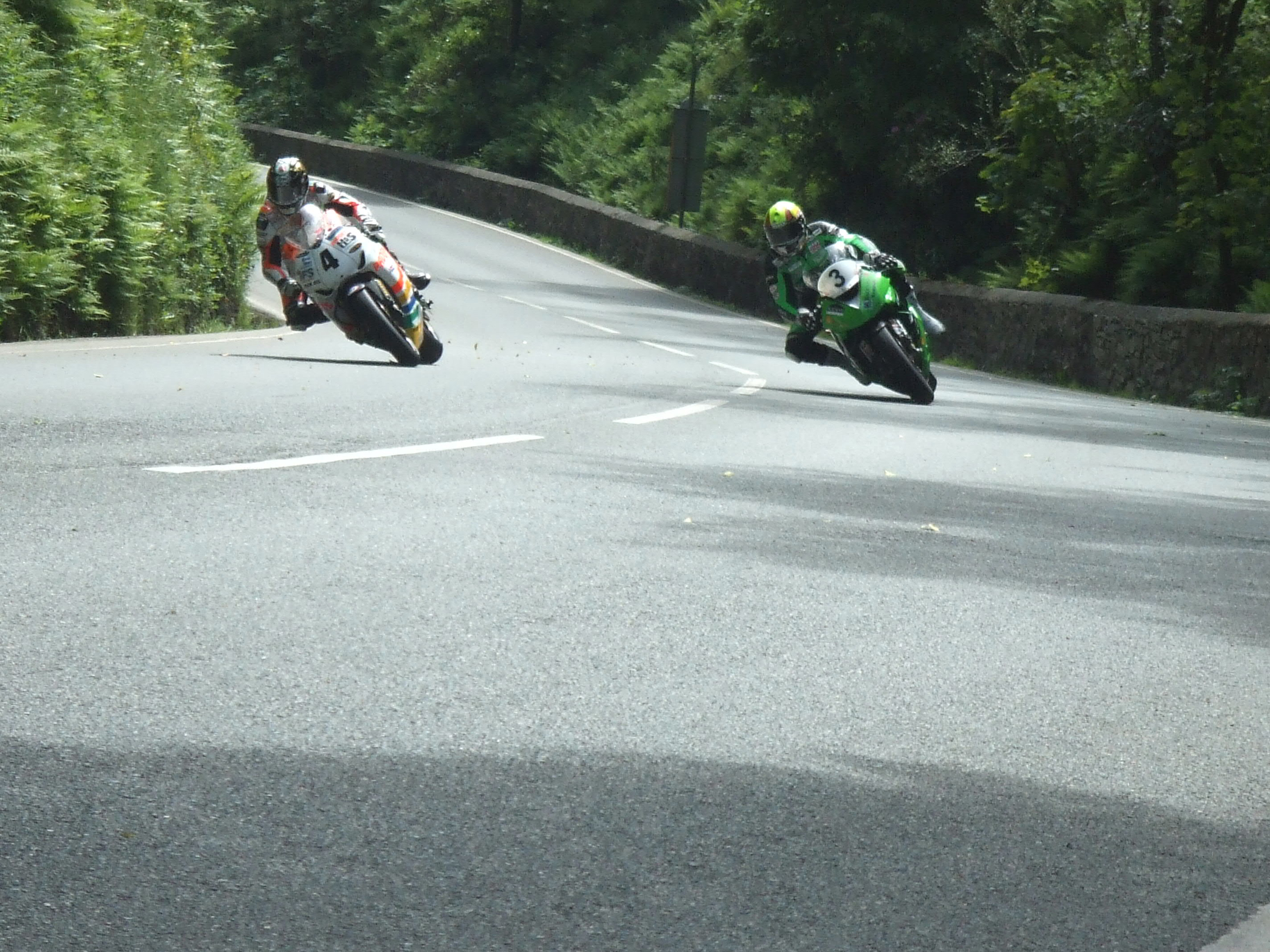
Coureurs bij de nadering van Sarah's Cottage

## Isle of Man TT en Manx Grand Prix
Sarah's Cottage ligt in een bocht tussen de 9e en 10e mijlpaal van de Snaefell Mountain Course, het stratencircuit dat wordt gebruikt voor de Isle of Man TT en de Manx Grand Prix. Het maakte ook deel uit van de Highroads Course en de Four Inch Course, die gebruikt werden voor de Gordon Bennett Trial en de RAC Tourist Trophy van 1904 tot 1922 en van de St John's Short Course die van 1907 tot 1910 werd gebruikt voor de Isle of Man TT. 

### Circuitverloop
In de beginjaren van de Isle of Man TT was snelheid bij Sarah's Cottage geen groot probleem omdat de motorfietsen op de korte klim vanaf Glen Helen al zoveel snelheid verloren dat ze de bocht moeiteloos konden nemen. Het was het flauwe begin van de klim naar Creg Willey's Hill en daar moesten de rijders die geen trappers hadden zelfs afstappen en duwen. Tot in de jaren twintig vond men het zelfs niet de moeite waard hier een marshal neer te zetten. Pas in de tweede helft van de jaren twintig werden de snelheden zo hoog dat het gevaarlijk begon te worden, ook al omdat de coureurs zo veel mogelijk snelheid wilden vasthouden om de bochtige en steile klim ná Sarah's Cottage te kunnen nemen. Te weinig snelheid of een verkeerde versnelling bij Sarah's Cottage bleef de coureurs drie kilometer lang, tot aan Eleanor's Corner, achtervolgen. Zelfs Mick Grant, die zeven keer een wedstrijd tijdens de TT won, gaf toe dat tips van Billy McCosh (die zelf slechts twee keer zesde werd) over Sarah's Cottage hem 25 km/h meer snelheid richting Creg Willey's opleverden. Tegenwoordig is Sarah's Cottage zowel voor de solomotoren als de zijspannen een derde versnellingsbocht, waarbij de solo's niet zomaar gas kunnen geven, want dan drijft de acceleratie hen richting de muur aan de linkerkant van de weg. Er gebeuren veel valpartijen, want doordat Sarah's Cottage net als het hele stuk vanaf Ballacraine boomrijk is, blijft de weg vaak nat als de rest van de Mountain Course al opgedroogd is. 

## Gebeurtenissen bij Sarah's Cottage
- In 1965 was de klim naar Sarah's Cottage bepalend voor het verloop van de Senior TT. Het regende en waaide hard en in de tweede ronde slipte en viel Giacomo Agostini met de MV Agusta 500 4C. Zijn teamgenoot Mike Hailwood viel er in de vierde ronde, maar kon zijn motorfiets weer rijdbaar maken. Met een gescheurde race-overall en een bloedneus kon hij verder racen, maar hij moest naar de pit om zijn motorfiets verder te laten repareren. Met nog slechts drie werkende cilinders won hij de race alsnog. Hij had zelfs nog twee minuten voorsprong op de tweede man, Joe Dunphy. Ook tijdens de Junior TT was Sarah's Cottage spelbreker voor het team van MV Agusta: Nu viel Hailwood daar uit met een defecte motor. In 1965 waren de MV Agusta's bijna onverslaanbaar, maar de rechter bocht bij Sarah's Cottage was hun grootste vijand.
- Op 29 mei 1984 verongelukte Roger Cox met een 750cc Yamaha-zijspancombinatie tijdens de training voor de Sidecar TT.
- Op 27 augustus 1987 verongelukte Nigel Hale met een 250 cc EMC tijdens de training voor de Manx Grand Prix.

(Markante punten in cursief zijn onofficiële punten of worden alleen gebruikt binnen Marshal Sectors)
1e mijl:
TT Grandstand ·
Nobles Park ·
St Ninian's Crossroads ·
Bray Hill ·
Ago's Leap ·
Quarterbridge Road ·
1st Milestone ·
2e mijl:
Wal Handley Memorial Seat ·
Quarterbridge ·
Port-y-Chee Meadow ·
Braddan Bridge ·
Jubilee Oak ·
Braddan Bridge House ·
Braddan Depot ·
Snugborough (Cronk Dhoo) ·
2nd Milestone ·
3e mijl:
Union Mills (Mullen Dhoo, Mwyllin Dhoo Aah, Mullin Doway) ·
Railway Inn ·
Ballahutchin Hill (Elm Bank Hill) ·
3rd Milestone ·
4e mijl:
Ballafreer ·
Glenlough ·
Ballagarey Corner ·
Glen Vine (Glen Darragh) ·
Ballabeg ·
4th Milestone ·
5e mijl:
Crosby ·
Crosby Left (Vicarage Corner) ·
Crosby Cross-Roads ·
5th Milestone ·
6e mijl:
Crosby Hill (Ballaglonney Hill of Halfway Hill) ·
Halfway House (The Waggon & Horses) ·
St Trinian's ·
The Highlander ·
Greeba Verandah ·
Pear Tree Cottage ·
Greeba Castle ·
6th Milestone ·
7e mijl:
Appledene (Shimmin's Corner) ·
Central Valley (Greeba Gap) ·
Greeba Bridge ·
The Hawthorn ·
Knock Breck ·
Gorse Lea ·
7th Milestone ·
8e mijl:
Ballagarraghyn ·
Ballacraine ·
Ballaspur ·
Ballig ·
8th Milestone ·
9e mijl:
Ballig Bridge ·
Doran's Bend ·
Laurel Bank ·
9th Milestone ·
10e mijl
Glen Moar Mill ·
Black Dub ·
Quarter-Distance Marker ·
The Vaish ·
Glen Helen (Glen Rhenass) ·
Sarah's Cottage ·
Creg Willey's Hill ·
10th Milestone ·
11e mijl:
Lambfell Beg ·
Lambfell (Moar) Cottage ·
Cronk-y-Voddy (Cronk-y-Voddy Straight) ·
Cronk-y-Voddy Cross Roads ·
Molyneux's ·
Cronk Bane Farm ·
11th Milestone ·
12e mijl:
Drinkwater's Bend ·
Handley's Corner (Cronk-y-Fedjag, Ballamenagh) ·
12th Milestone ·
13e mijl:
McGuinness's (Shoughlaigue Bridge) ·
Ballaskyr ·
Barregarrow Cross Roads (Cronk Aashen) ·
Barregarrow ·
Little Bray ·
Barregarrow Bottom ·
Cammal Farm ·
Cronk Urleigh ·
13th Milestone ·
14e mijl:
Ballalonna Bridge ·
Westwood Corner ·
Ballakinnag ·
14th Milestone ·
15e mijl:
Douglas Road Corner ·
Glen Wyllin Corner ·
The Mitre ·
Dave Saville Memorial Seat ·
Kirk Michael ·
The White House ·
15th Milestone ·
16e mijl:
Birkin's Bend ·
Rhencullen ·
Bishopscourt ·
Bishopscourt Farm Bends ·
Bishopscourt Straight ·
Orrisdale North ·
16th Milestone ·
17e mijl:
Dub Cottage (Bishop's Dub) ·
Alpine Cottage ·
Balla Cobb ·
17th Milestone ·
18e mijl:
Ballaugh Bridge ·
Ballaugh ·
Gwen's ·
Ballacrye Corner ·
Ballacrye ·
18th Milestone ·
19e mijl:
Quarry Bends ·
Ballavolley ·
Wildlife Park ·
Sulby Straight ·
Half-distance Marker ·
19th Milestone ·
20e mijl:
Sulby ·
Sulby Glen Hotel ·
Sulby Crossroads ·
Sulby Bridge ·
20th Milestone ·
21e mijl:
Ginger Hall ·
Kerrowmoar ·
21st Milestone ·
22e mijl:
Glen Duff ·
Glentramman ·
Temple Corner (Water Through Corner) ·
Glentramman Loop Road ·
Churchtown ·
Caravan ·
22nd Milestone ·
23e mijl:
Lezayre War Memorial ·
Ballakillingan ·
Conker Fields ·
K-tree ·
Sky Hill ·
Milntown Cottage (Pinfold Cottage) ·
Milntown Bridge (Glen Auldyn Bridge) ·
Milntown ·
Gardener's Lane ·
23rd Milestone ·
24e mijl:
Lezayre Road ·
School House Corner (Crossags, Russel's Corner) ·
Parliament Square ·
Queen's Pier Road ·
Ramsey Depot ·
Cruickshanks Corner ·
May Hill ·
24th Milestone ·
25e mijl:
Whitegates ·
Stella Maris ·
Ramsey Hairpin ·
Little Gooseneck ·
Water Works Corner ·
Ballure Reservoir ·
Mountain Section ·
Tower Bends ·
25th Milestone ·
26e mijl:
Gooseneck ·
Joey's (26th Milestone) ·
27e mijl:
Guthrie's Memorial ·
The Cutting ·
27th Milestone ·
28e mijl:
Milligan's Bridge ·
Mountain Mile ·
28th Milestone ·
29e mijl:
Three-Quarter distance marker ·
Mountain Box (East Mountain Gate, East Snaefell Gate) ·
29th Milestone ·
30e mijl:
Casey's (Rice's Corner, George's Folly) ·
Black Hut (Stonebreakers Hut, Shepherd's Hut) ·
John Smyth Memorial Shelter ·
Verandah ·
30th Milestone ·
31e mijl:
Bungalow Bridge ·
Stonebridge ·
Les Graham Memorial ·
Bungalow Bends ·
McIntyre Box ·
Murray's Museum ·
Joey Dunlop Memorial ·
The Bungalow ·
31st Milestone ·
32e mijl:
Hailwood's Rise ·
Hailwood's Height ·
Brandywell (West Mountain Gate, Beinn-y-Phott Gate, Bungalow Gate) ·
Duke's (32nd Milestone) ·
33e mijl:
Windy Corner (Nobles Corner) ·
Nobles Park Road ·
Slieu Lhost Quarry ·
Thirty-Third (33rd Milestone) ·
34e mijl:
Keppel Gate (Clarke's Corner) ·
Kate's Cottage (Shepherd's House) ·
34th Milestone ·
35e mijl:
Creg-ny-Baa (the Keppel Hotel) ·
Gob-ny-Geay (Sunny Orchard) ·
35th Milestone ·
36e mijl:
Brandish Corner (Telegraph Hill, O'Donnell's en Upper Hillberry Corner) ·
Hillberry Corner ·
36th Milestone ·
37e mijl:
Glen Dhoo Farm ·
Hillberry Road ·
Cronk-ny-Mona ·
Johnny Watterson's Lane ·
Signpost Corner ·
Bedstead Corner ·
The Nook ·
37th Milestone ·
38e mijl:
Bemahague ·
Governor's Bridge ·
Governor's Dip ·
Glencrutchery Road ·
38th Milestone